# Омская агломерация
О́мская агломера́ция — моноцентрическая городская агломерация в Омской области России с центром в Омске, является крупным транспортным узлом Западной Сибири.

## Состав
В соответствии с разработанной СибАДИ «Программой комплексного развития транспортной инфраструктуры Омской агломерации» 2017 года в её состав, помимо городского округа Омска, входят также населённые пункты ещё 8 муниципальных образований Омской области (по версии фонда «Институт экономики города»): Азовского, Калачинского, Кормиловского, Любинского, Марьяновского, Москаленского, Омского и Таврического муниципальных районов. Однако, согласно представленной СибАДИ схеме расположения входящих в агломерацию автомобильных дорог, поселения Калачинского и Москаленского районов в неё не входят, в отличие от ряда населённых пунктов Горьковского и Саргатского районов.

## Население
В 2010 году в СМИ появлялась оценка количества жителей Омской агломерации порядка 1,26 млн (из них около 1,18 млн в урбанизированной зоне — городах и пгт), без указания методики расчёта и какого-либо пояснения.
В 2023 году в исследовании фонда «Институт экономики города» в качестве численности населения агломерации по результатам переписи 2020—2021 годов было указано общее количество проживающих в заявленных авторами муниципальных образованиях человек на уровне 1,44 млн.